# Svojšín
Svojšín là một làng thuộc huyện Tachov, vùng Plzeňský, Cộng hòa Séc.